# Siphloplecton
Siphloplecton is een geslacht van haften (Ephemeroptera) uit de familie Metretopodidae.

## Soorten
Het geslacht Siphloplecton omvat de volgende soorten:
- Siphloplecton basalis
- Siphloplecton brunneum
- Siphloplecton costalense
- Siphloplecton fuscum
- Siphloplecton interlineatum
- Siphloplecton simile
- Siphloplecton speciosum